# María Eugenia del Valle
María Eugenia del Valle de Siles (Santiago de Chile 1928 - 17 de enero de 1994, La Paz), fue una historiadora, investigadora y docente universitaria.

## Biografía
Del Valle fue hija del abogado Alfredo del Valle Valenzuela y Herminia Alliende Wood, nació en Santiago de Chile, donde estudió y se licenció como historiadora por la Universidad de Chile, gracias  a una beca realizó sus estudios de doctorado en la Universidad Central de Madrid.
A mediados de la década de 1960 se trasladó a Bolivia tras casarse en 1957 con el ensayista y diplomático boliviano Jorge Siles Salinas a quien conoció en Madrid. Ejerció la docencia de Historia de América y de Historia Universal en la Universidad de Valparaíso y a partir de 1966 fue docente de Historia de América y de Historia Universal Moderna en la Universidad Mayor de San Andrés de La Paz. Fue hermana del ex canciller de Chile Jaime del Valle y madre de Juan Ignacio Siles del Valle, exministro de relaciones exteriores de Bolivia.
Falleció en La Paz, donde había establecido su residencia, en 1994.

## Obra
Su obra como investigadora e historiadora se centró en el tema de las rebeliones indígenas del siglo XVIII realizando consultas en los archivos de Bolivia, Buenos Aires, Madrid y Sevilla. Entre sus publicaciones tenemos:
- Testimonio del cerco de La Paz (1980)
- Diario del alzamiento de indios conjurados contra la ciudad de Nuestra Señora de La Paz, 1781 (1981)
- Bartolina Sisa, Gregoria Apaza. Dos heroínas indígenas (Ed. Última Hora, LP, 1981)
- Historia de la Rebelión de Túpac Katari 1781-1782 (1990)

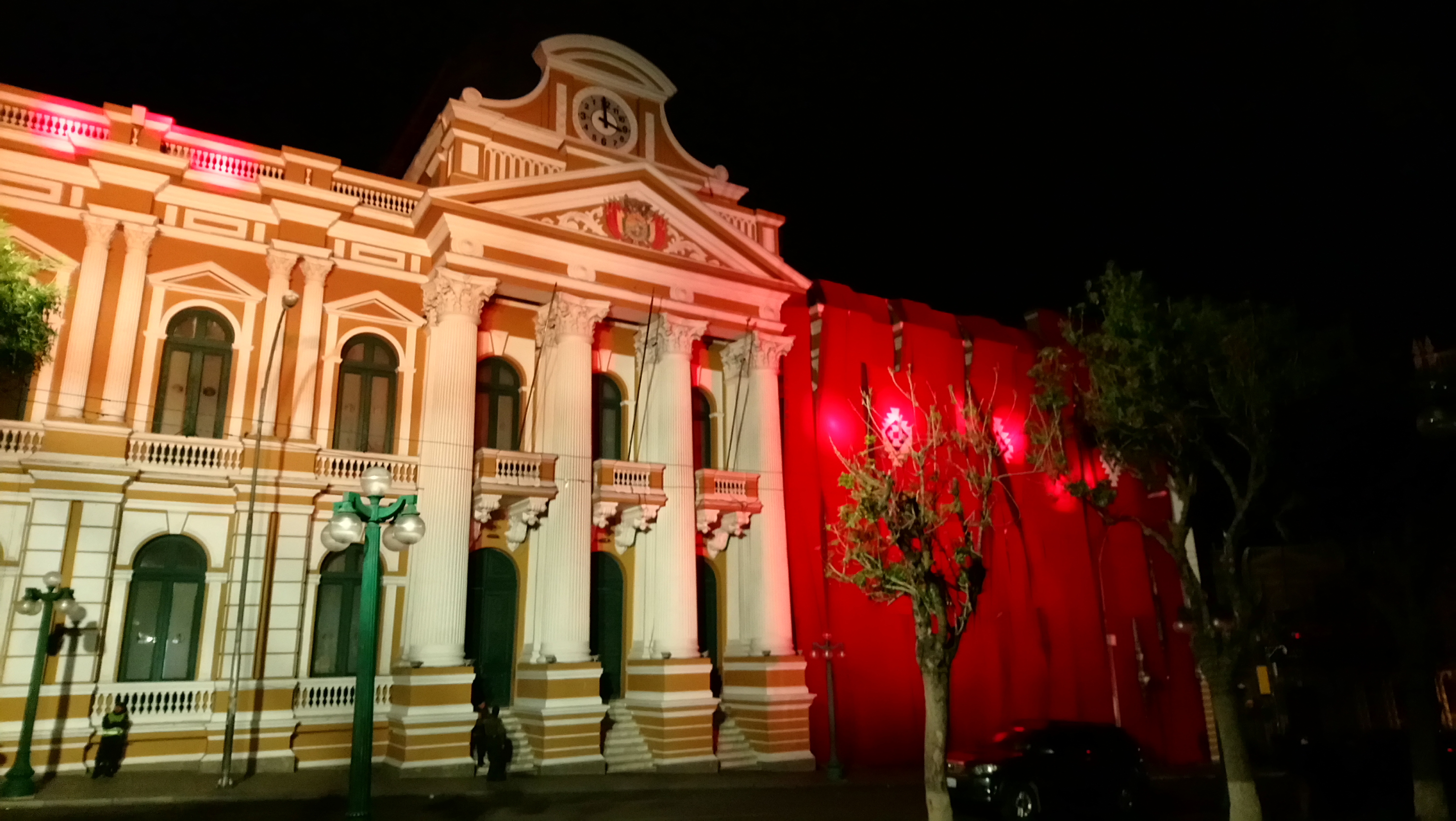
Palacio Legislativo de Bolivia durante el acto cívico preparado para celebrar la reedición del libro Historia de la Rebelión de Túpac Catari, obra de Del Valle

Esta última obra: Historia de la rebelión de Túpac Catari,  fue elegida para integrar la colección Biblioteca del Bicentenario de Bolivia siendo presentada el 29 de noviembre de 2017 con un acto cívico que recreó la caravana de Túpac Katari y Bartolina Sisa.

## Reconocimientos
- Miembro de la Academia Boliviana de Historia,1991.
- Recibe el Cóndor de los Andes dado por el Estado Boliviano, 1993
- Premio a la Cultura de la Fundación ‘Manuel Vicente Ballivián’,1993